# 高千穂駅
高千穂駅（たかちほえき）は、かつて宮崎県西臼杵郡高千穂町大字三田井にあった高千穂鉄道高千穂線の駅（廃駅）。同線の終着駅であった。高千穂線の廃線により2008年（平成20年）12月28日に廃止された。

## 歴史
- 1972年（昭和47年）7月22日：日本国有鉄道高千穂線の駅として開業[1]。旅客営業のみ[1]。
- 1981年（昭和56年）4月14日：駅業務委託先が日本交通観光社から九鉄開発大分支社に変更[2]。
- 1984年（昭和59年）2月1日：荷物扱い廃止[1]。
- 1987年（昭和62年）4月1日：国鉄分割民営化により九州旅客鉄道（JR九州）に継承[1]。
- 1989年（平成元年）4月28日：第三セクター転換により高千穂鉄道の駅となる[3][1]。
- 2005年（平成17年）9月6日：台風14号による被害のため、高千穂鉄道全線で運転休止。
- 2008年（平成20年）12月28日：槇峰 - 当駅間（全線）の廃止に伴い廃駅。

## 駅構造
島式ホーム1面2線の地上駅で、延岡駅以外では唯一の有人駅。駅の先端には車止めの代わりに車両基地がある。この部分は開業当時線路こそ敷かれていなかったものの、高森方面への延伸に備えてすでに切り通しとなっていた。
国鉄時代は夜間滞泊が無かったため、当駅に夜間到着した列車は日ノ影駅まで折り返していたが、高千穂鉄道になって当駅構内に車庫が設置され、滞泊が行われるようになった。

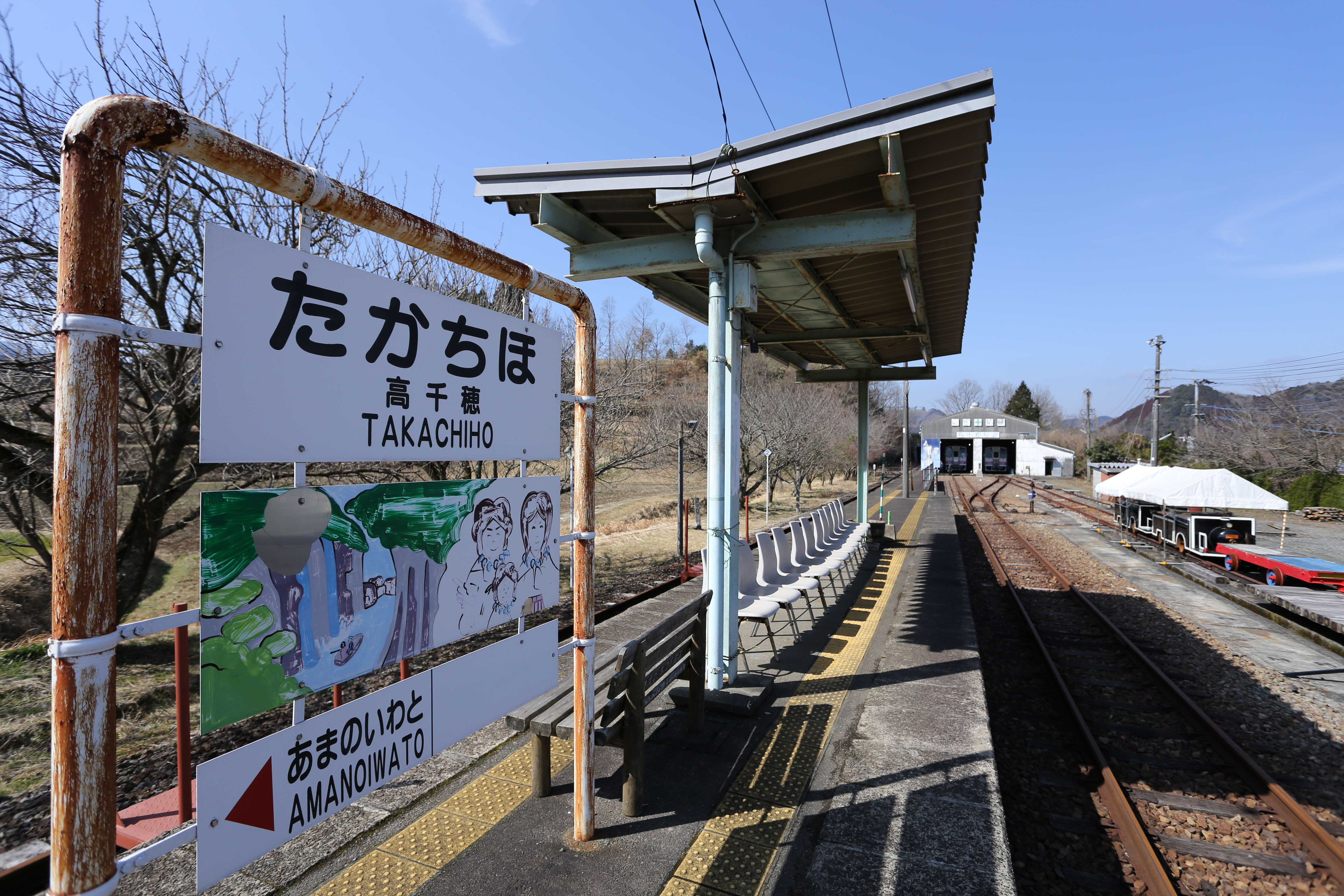
ホーム（2017年2月）
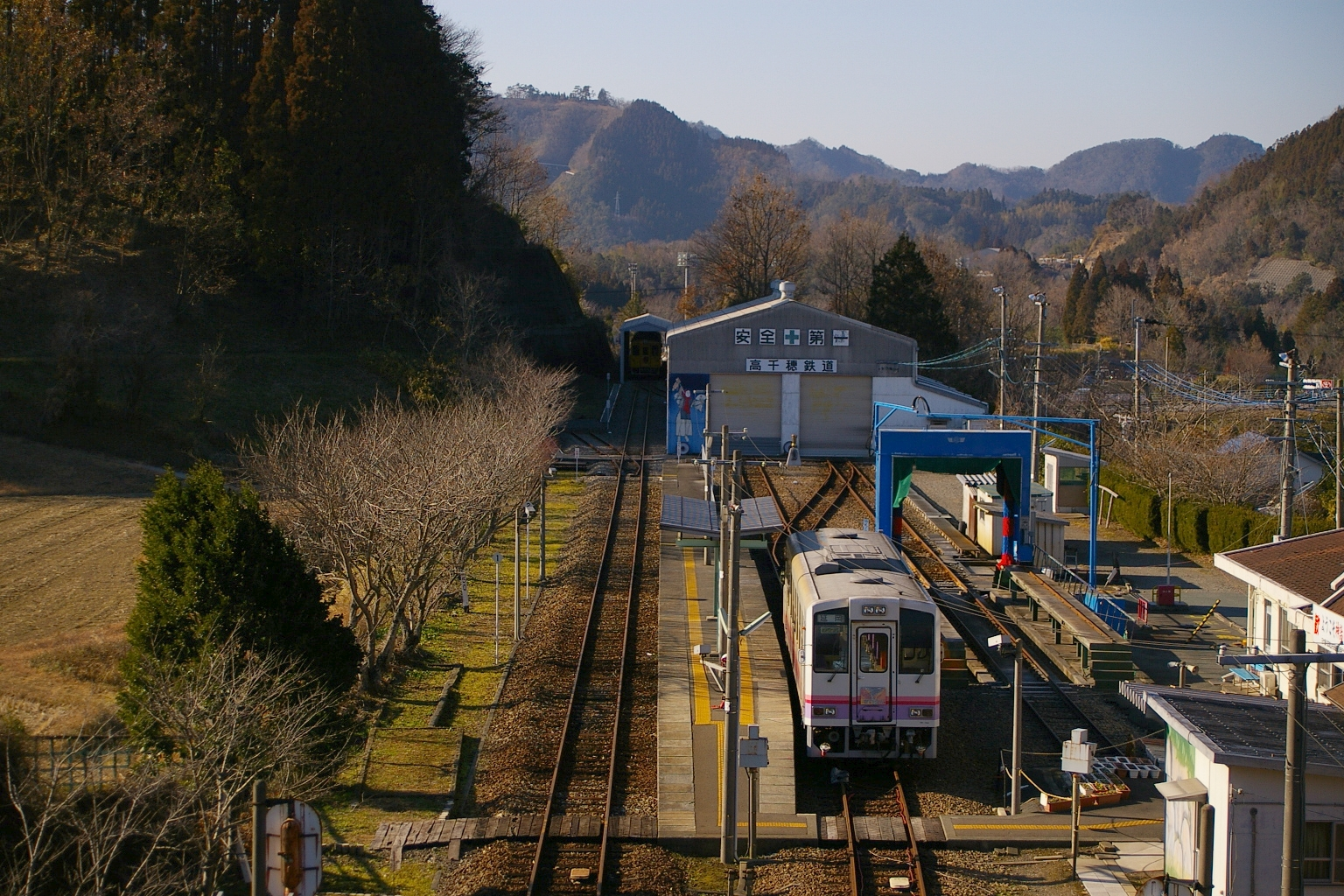
構内（画像奥に車庫がある）

## 利用状況
1日平均乗車人員は220人であった（2003年度）

## 駅周辺

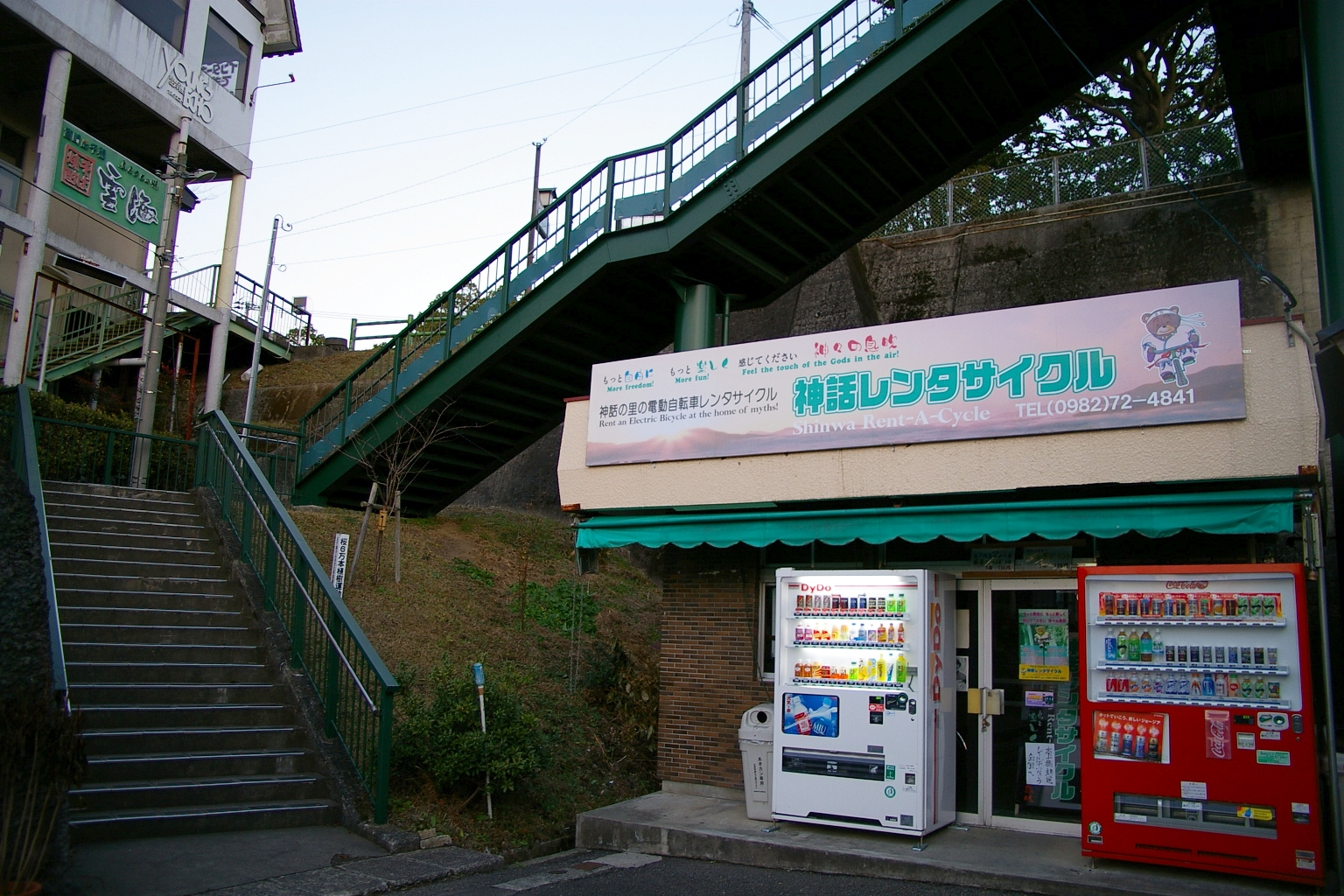
かつて営業していた「神話レンタサイクル」 起伏の多い高千穂町を電動自転車に乗って観光することができた

駅は高千穂町の市街地にあり、国道や宮崎県道沿いに店舗が点在する。総合公園や武道館は駅西側に、国民健康保険病院は駅北東側にあり、宿泊施設は駅南側に点在する。駅北東側は農地となっており、田園風景が大きく広がる。なお、西南戦争に関連する墓地は駅南側と駅北側にあるが、駅北側にある薩州の墓（薩州さん）はやや遠い所にそびえる山の中にある。
- 高千穂町役場
- 高千穂森林管理所
- 高千穂法務総合庁舎
- 高千穂町総合公園 - 野球場やテニスコートを併設。
- 高千穂町武道館
- 高千穂町国民健康保険病院
- 高千穂警察署
- 西臼杵広域行政事務組合消防本部西臼杵消防署
- 高千穂郵便局
- 宮崎県立高千穂高等学校[3]
- 第一高千穂幼稚園
- 高千穂町立高千穂小学校
- 道の駅高千穂
- 西南戦争高千穂官軍墓地 - 駅南側
- Aコープ高千穂店
- 国道218号
- 国道325号
- 宮崎県道237号北方高千穂線

## バス路線
- 宮崎交通
  - 高千穂バスセンター行
  - 延岡駅前バスセンター行
  - 南延岡（南営業所前）行

## 現況

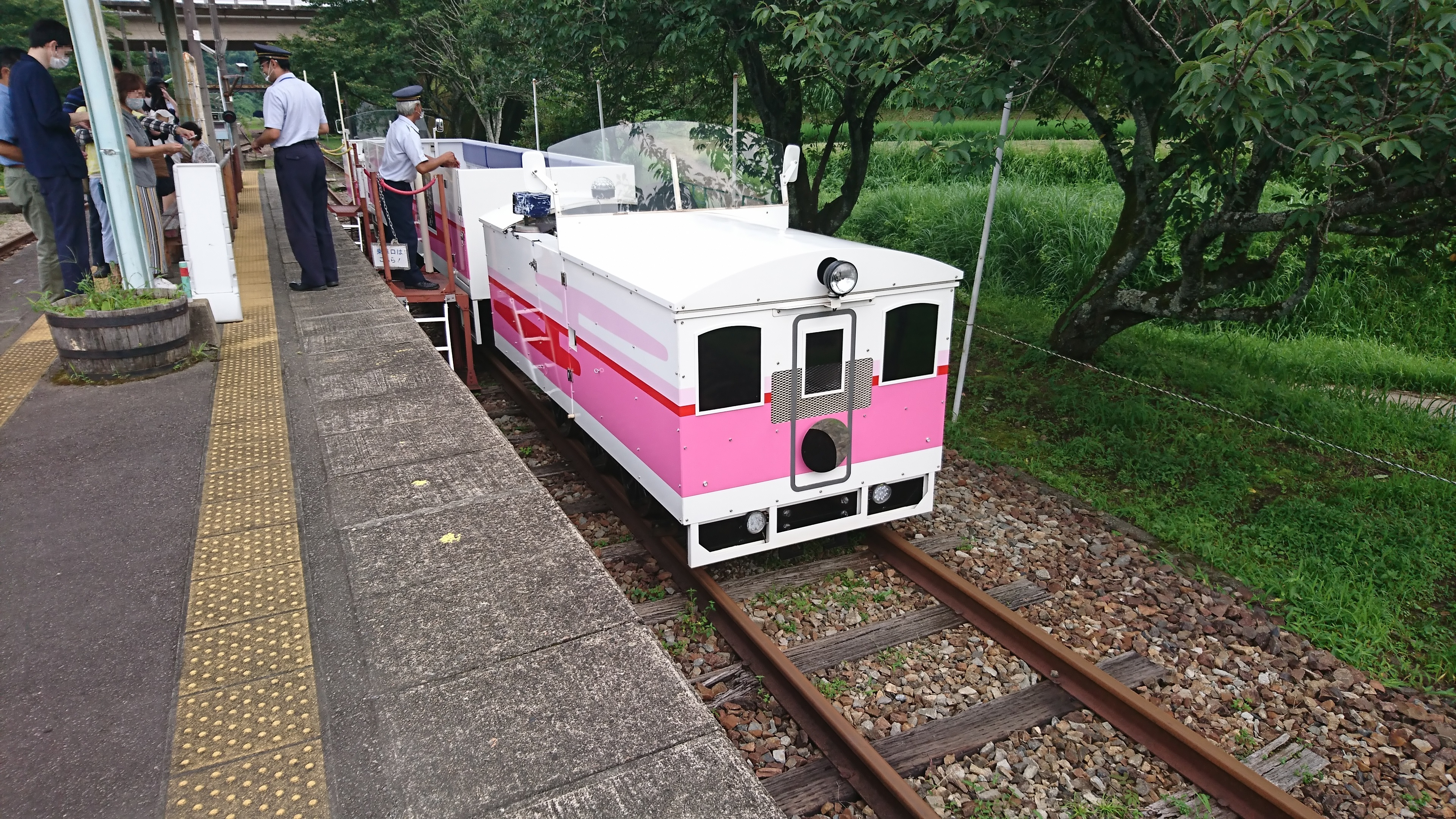
スーパーカート（2020年7月）

2008年10月20日時点では、駅構内には気動車とトロッコ車両が留置されていた。気動車は製造から20年近く経過し、しかも屋外に雨ざらし状態で放置されているため、傷みが激しくなっていた。
その後、トロッコ車両は九州旅客鉄道（JR九州）に譲渡され、キハ125形400番台に改造後2009年10月より同じ宮崎県内の日南線で「海幸山幸」として再起した。また、気動車のうち1両は四国の阿佐海岸鉄道に譲渡されている。
2010年、旧駅舎には高千穂あまてらす鉄道の事務所が置かれ、土日祝日等に同社により旧駅構内が開放されている。同年8月から、スーパーカートによる当駅 - 天岩戸駅間を遊具としての鉄道運行を開始した。
2021年現在、スーパーカートを2両に増設、高千穂駅から天岩戸駅を経由して高千穂橋梁までの往復運行を行っている。また、大平山隧道以降の延伸については日之影町と協議中である。

## 隣の駅
高千穂鉄道
■高千穂線
天岩戸駅 - 高千穂駅